# Dutch Open 1936
Die Dutch Open 1936 im Badminton fanden Ende Januar 1936 in Den Haag statt.

## Austragungsort
- Clubzaal des Vereins Shuttle (großer Saal der HBS) am Aronskelkweg, Den Haag

## Sieger und Platzierte
| Disziplin    | Gold                       | Silber                               | Bronze                   |
| ------------ | -------------------------- | ------------------------------------ | ------------------------ |
| Herreneinzel | Edward H. den Hoed jr.     | Kjær                                 | Sven Strømann            |
| Dameneinzel  | Tonny Olsen                | Bodil Strømann                       | Co Jansen                |
| Herrendoppel | K. Sandvad Sven Strømann   | Edward H. den Hoed jr. J. M. de Haas | Kjær Suhr                |
| Herrendoppel | K. Sandvad Sven Strømann   | Edward H. den Hoed jr. J. M. de Haas | Henrichsen O. C. Koch    |
| Damendoppel  | Bodil Strømann Tonny Olsen | Rehberg Roos                         | Co Jansen Annie W. Ernst |
| Mixed        | K. Sandvad Tonny Olsen     | Sven Strømann Bodil Strømann         | J. M. de Haas Co Jansen  |
| Mixed        | K. Sandvad Tonny Olsen     | Sven Strømann Bodil Strømann         | Suhr Rehberg             |

## Finalergebnisse
| Disziplin    | Sieger                     | Finalist                             | Ergebnis           |
| ------------ | -------------------------- | ------------------------------------ | ------------------ |
| Herreneinzel | Edward H. den Hoed jr.     | Kjær                                 | 15–5, 15–9         |
| Dameneinzel  | Tonny Olsen                | Bodil Strømann                       | 11–3, 11–5         |
| Herrendoppel | K. Sandvad Sven Strømann   | Edward H. den Hoed jr. J. M. de Haas | 15–2, 15–11        |
| Damendoppel  | Bodil Strømann Tonny Olsen | Rehberg Roos                         | 15–0, 15–3         |
| Mixed        | K. Sandvad Tonny Olsen     | Sven Strømann Bodil Strømann         | 15–9, 11–15, 18–13 |